# CDH10
CDH10‏ (Cadherin 10) هوَ بروتين يُشَفر بواسطة جين CDH10 في الإنسان.